# Agrochola obsolescens
Agrochola obsolescens là một loài bướm đêm trong họ Noctuidae.